# Cooperův pár
Cooperův pár je dvojice elektronů nebo jiných fermionů, které jsou v kovech při nízkých teplotách slabě vzájemně vázány elektron-fononovou interakcí, tedy prostřednictvím kmitů krystalové mřížky. Takto svázané elektrony mohou mít nižší energii než Fermiho energie. Cooperův pár je kvantový jev. Cooperovy páry jsou příčinou supravodivosti vysvětlitelnou BCS teorií, za kterou byla v roce 1972 udělena Nobelova cena za fyziku. Jev je nazván podle amerického fyzika Leona Coopera, který jej v roce 1956 poprvé popsal.